# 占部百太郎

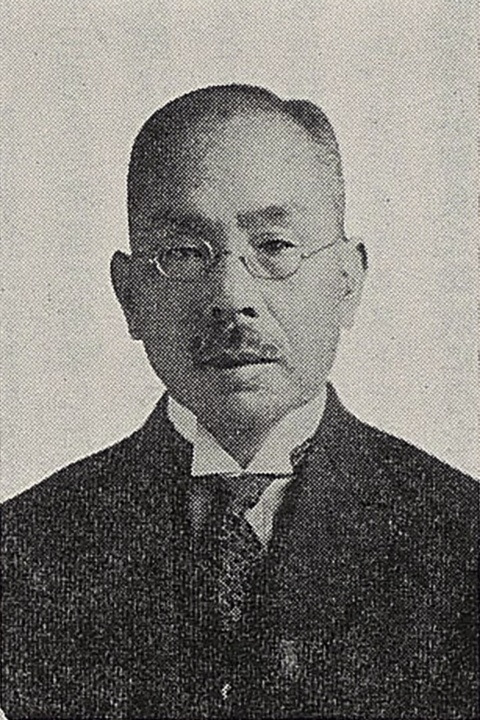
占部百太郎

占部 百太郎（うらべ ひゃくたろう、1869年（明治2年） - 1945年（昭和20年）3月5日）は、日本の西洋史学者。

## 略歴
福岡県遠賀郡岡垣村出身。1894年慶應義塾大学部文学科卒。
時事新報、日本新聞などの記者をへて、1899年大学部教務掛。
1911年に大学部文学科教員となった。図書館監督も務め、1923年に理事、1926年に高等部主任となり、1940年に退職した。

## 著述
論文
- 『普選と党費問題』 - 全国経済調査機関聯合会『彙報別冊 第27号』、1928年。

著書
- 『近世露西亜』開拓社・世界之日本叢書 1899
- 『青年の修養』内外出版協会 1906
- 『仏蘭西革命史論』巌松堂書店 1922
- 『英国会之起源並ニ進展』岩波書店 1924
- 『吾等の政治』聖山閣 綜合大学講座 1926
- 『英国憲政史』岩波書店 1927
- 『英国政治制度』政治ライブラリー　政治教育協会 1928
- 『聖地紀行』大岡山書店 1931
- 『近代国際政治史』高原書店,1933

翻訳
- ハマートン『人間社会』開拓社 1898
- 『羅馬盛衰記』編 開拓社 1900
- マリオット『英国の憲法政治』慶応義塾出版局 1914
- ブライス『神聖羅馬帝国』国民図書 泰西名著歴史叢書 1924